# L.Q. Jones
L.Q. Jones; właśc. Justice Ellis McQueen Jr. (ur. 19 sierpnia 1927 w Beaumont, zm. 9 lipca 2022 w Los Angeles) – amerykański aktor charakterystyczny. Występował w rolach drugoplanowych w filmach Sama Peckinpaha: Strzały o zmierzchu (1962), Major Dundee (1965), Dzika banda (1969), Ballada o Cable’u Hogue’u (1970) i Pat Garrett i Billy Kid (1972). Ponadto grał w Kasynie (1995) Martina Scorsese, Patriocie (1998), Masce Zorro (1998) i Ostatniej audycji (2006).

## Życiorys
Urodził się w Beaumonti w Teksasie w rodzinie metodystów jako syn Jessie Paralee Stephens i Justice’a Ellisa McQueena, kolejarza. W młodym wieku stracił matkę, gdy zmarła w wypadku samochodowym. W 1945 ukończył Port Neches–Groves High School w Port Neches. W latach 1945–1946 odbył służbę wojskową w United States Navy.  Uczęszczał do Lamar Junior College i Lon Morris College w Jacksonville w Teksasie, a następnie w latach 1950-1951 studiował prawo, biznes i dziennikarstwo na Uniwersytecie Teksańskim w Austin.
Pracował jako komik stand-uper, krótko grał zawodowo w baseball i futbol amerykański, a nawet próbował prowadzić ranczo w Nikaragui, zanim zajął się aktorstwem po korespondencji ze swoim byłym współlokatorem z college’u, Fessem Parkerem.
Debiutował na ekranie jako szeregowy L. Q. Jones w sensacyjnym dramacie wojennym Operacja Saipan (Battle Cry, 1955) z Vanem Heflinem. Nazwisko swojego ekranowego bohatera przyjął jako pseudonim artystyczny. W trzech odcinkach westernowego serialu Clinta Walkera ABC / Warner Bros. Cheyenne (1955), pierwszego godzinnego westernu w telewizji sieciowej, został obsadzony w roli Smitty’ego Smitha. W 1975 spróbował swoich sił jako reżyser czarnej komedii fantastycznonaukowej Chłopiec i jego pies.
8 października 1950 ożenił się z Netą Sue Lewis, z którą miał dwóch synów – Marlina i Stephena oraz córkę Marily. 28 grudnia 1979 doszło do rozwodu. 9 lipca 2022 zmarł z przyczyn naturalnych w swoim domu w Hollywood Hills w Los Angeles w wieku 94 lat.

## Filmografia
Filmy:
- Operacja Saipan (1955) jako szeregowy L.Q. Jones (aktorski debiut; nazwisko postaci którą grał stało się później jego pseudonimem)
- Ku nieznanemu (1956) jako porucznik Sweeney
- Między niebem a piekłem (1956) jako szeregowy Kenny
- Kochaj mnie czule (1956) jako Pardee Fleming
- Mężczyźni na wojnie (1957) jako sierżant Samuel Davis
- Samotny jeździec Buchanan (1958) jako Pecos Hill
- Młode lwy (1958) jako szeregowy Donnelly
- Nadzy i martwi (1958) jako Woodrow „Woody” Wilson
- Torpeda poszła! (1958) jako „Hash” Benson
- Dwa złote colty (1959) jako Fen Jiggs
- Płonąca gwiazda (1960) jako Tom Howard
- Cimarron (1960) jako Millis
- Strzały o zmierzchu (1962) jako Sylvus Hammond
- Piekło jest dla bohaterów (1962) jako sierżant Frazer
- Strzelby Apaczów (1964) jako Mike Greer
- Major Dundee (1965) jako Arthur Hadley
- Fałszywy zabójca (1968) jako recepcjonista w hotelu
- Trzymaj się z daleka, Joe (1968) jako Bronc Hoverty
- Powieście go wysoko (1968; inny tytuł – Zemsta szeryfa) jako Loomis
- Dzika banda (1969) jako T.C.
- Ballada o Cable’u Hogue’u (1970) jako Taggart
- Polowanie (1971) jako Hog Warren
- Bractwo Szatana (1971) jako szeryf
- Pat Garrett i Billy Kid (1973) jako Black Harris
- Chłopiec i jego pies (1975) jako aktor w filmie porno (także reżyseria)
- Gorączka białej linii (1975) jako Buck
- Łapiduchy (1976) jako szeryf Davey
- Bracia Sackettowie (1979) jako Belden
- Wcielenie (1982) jako szeryf Bill Poole
- Timerider: Przygoda Lyle'a Swanna (1982) jako Ben Potter
- Samotny wilk McQuade (1983) jako Dakota
- Kuloodporny (1988) jako sierżant O’Rourke
- Rzeka śmierci (1989) jako Hiller
- Jack Błyskawica (1994) jako Tom, szeryf
- Kasyno (1995) jako Pat Webb
- Z zimną krwią (1996) jako Tex Smith
- Lekcja przetrwania (1997) jako Styles
- Maska Zorro (1998) jako Jack „Trzy Palce"
- Patriota (1998) jako Frank
- Bez litości (1999) jako Henry Ballard
- Droga 666 (2001) jako szeryf Bob Conaway
- Ostatnia audycja (2006) jako Chuck Akers

Seriale TV:
- Cheyenne (1955–1962) jako Smitty (gościnnie, 1955)
- Perry Mason (1957–1966) jako Charles Barnaby/Edward Lewis (gościnnie, 1958 i 1963)
- Lassie (1954–1973) – różne role w 4 odcinkach
- Gunsmoke (1955–1975) – różne role w 7 odcinkach
- Hawaii Five-O (1968–1980) jako płk. Lew Cardell (gościnnie, 1969)
- Ironside (1967–1975) jako Harry Ashton/Mark Cardiff (gościnnie, 1973 i 1974)
- Kung Fu (1972–1975) jako sierż. Straight/mjr Clarke Bealson (gościnnie, 1973 i 1975)
- Aniołki Charliego (1976-81) jako sierż. Billings/Dan Jarvis/Burdette/Sam Mason (gościnnie; cztery różne role w 4 odcinkach)
- Columbo jako sprzedawca broni w odc. pt. Konspiratorzy z 1978
- Jak zdobywano Dziki Zachód (1977–1979) jako Batlin (gościnnie, 1979)
- Diukowie Hazzardu (1979–1985) jako Warren/Morton (gościnnie, 1979 i 1982)
- Drużyna A (1983–1987) jako Chuck Danford (gościnnie, 1986)
- Adam-12 (1990–1991) jako pan Weaver (gościnnie, 1991)
- Strażnik Teksasu (1993–2001) jako Billy Selkirk  (gościnnie, 1994)
- Renegat (1992–1997) jako Nathan „Duke” Wayne (gościnnie w 4 odcinkach)